# Корнілов Дмитро Володимирович
Дмитро Володимирович Корнілов (1962—2002) — радянський та український політолог, історик, журналіст і проросійський громадський діяч. Брат донецького політолога, директора Української філії Інституту країн СНД, Володимира Корнілова.

## Біографія
Народився 19 жовтня 1962 року. Після закінчення Донецького державного університету працював учителем англійської мови однієї з сільських шкіл Ясинуватського району Донецької області.[джерело?]
У 1989 році разом з Віталієм Заблоцьким, Ігорем Тодоровим, Григорієм Немирею, Микитою Мірошниченко, Артуром Дингесом та іншими входив до вченої ради Донецького відділення Радянської асоціації молодих істориків (в Москві до Ради асоціації входили Євген і Михайло Кожокіни, Костянтин Затулін, Сергій Станкевич, Андрій Коротаєв, Андранік Мігранян, Сергій Станішев та інші).
У 1989 році став співорганізатором Інтерфронту Донбасу (з 1990 року — Інтернаціонального руху Донбасу), очолював його як співголова та голова до 1995 року, потім здав повноваження С. О. Чопику, залишаючись ідейним натхненником ІДД.
З 1994 року працював оглядачем в газеті «Донецький Кряж» (засновники: Борис Глотов і Тамара Золотухіна), автор низки публікацій про Донецько-Криворізьку республіку, про генезис українського націоналізму, про критику пам'яті голодомору тощо. Провідний співробітник "Донецького кряжа", куратор історичного відділу "Століття. Епохи. Долі". У 2001 році разом з Ігорем Гужвою, Олександром Тимошенком, Євгеном Ясеновим увійшов до редколегії газети «Салон Дона і Баса» (головний редактор — Леонід Цодіков).
Помер 31 січня 2002 року. Похований на Мушкетівському кладовищі Донецька.

## Сім'я
Брат Дмитра Корнілова: Володимир Володимирович Корнілов — політолог, директор Українського філіалу російського Інституту країн СНД.